# ليزلي هوارد
ليزلي هوارد (بالإنجليزية: Leslie Howard) (و. 1893 – 1943 م) هو مخرج مسرحي، ومخرج سينمائي، وممثل مسرحي، وممثل أفلام، من المملكة المتحدة، ولد في لندن، توفي في خليج بسكاي، عن عمر يناهز 50 عاماً. أشهر أعماله فيلم روميو وجولييت

## التعليم
تعلم في كلية دولويتش ‏.

## الخدمة العسكرية
خدم في الجيش البريطاني.

## وفاة

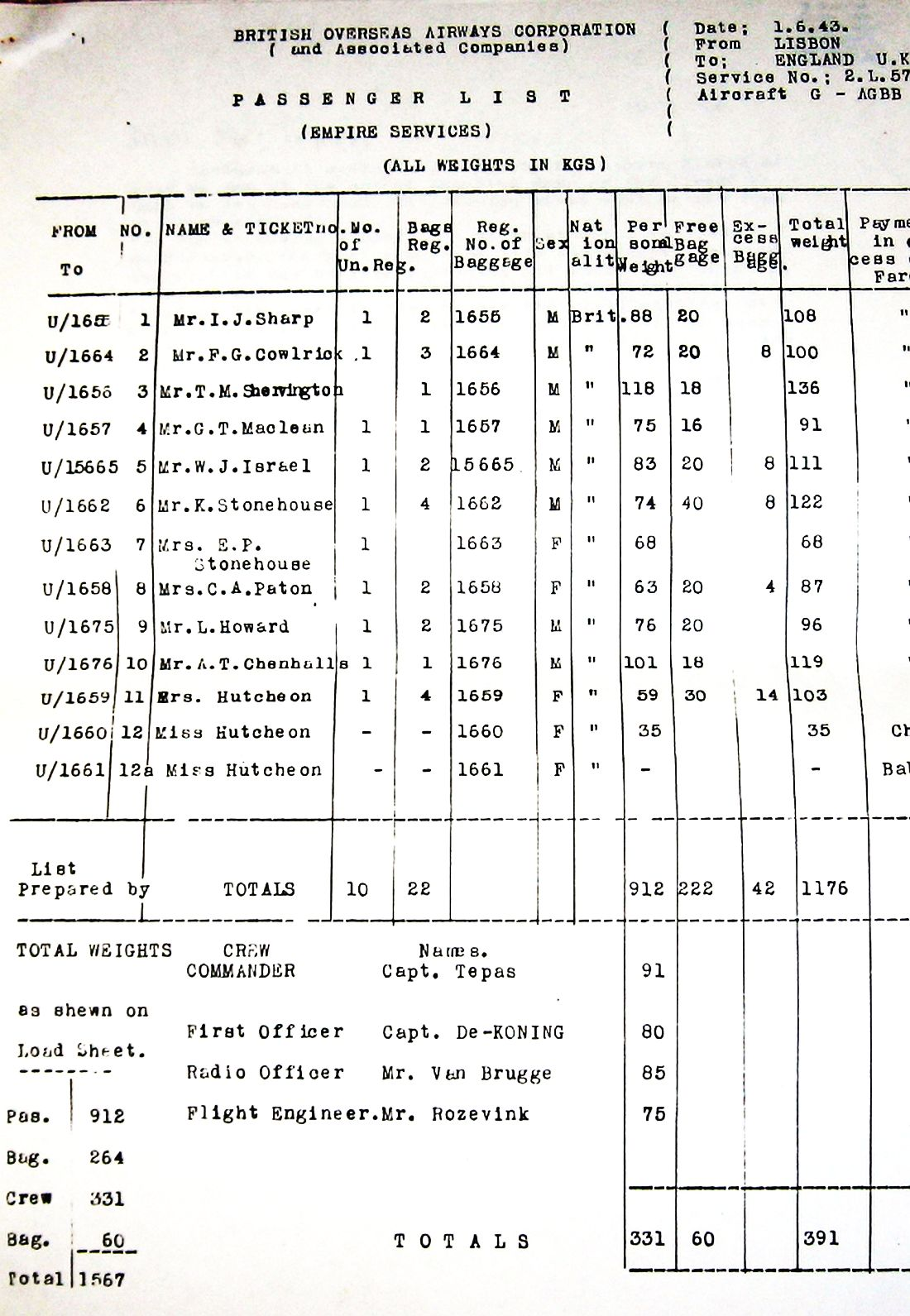
قائمة ركاب رحلة الخطوط الجوية البريطانية رقم 777

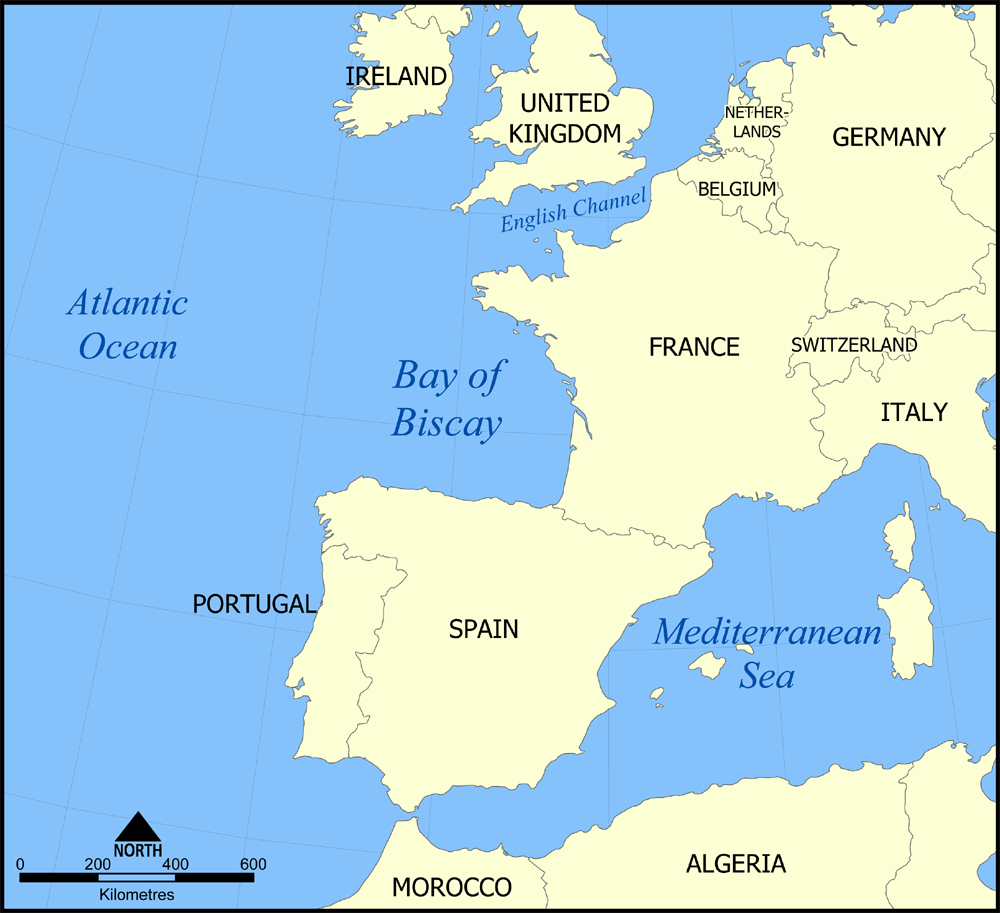
إسقاط طائرة الخطوط الجوية البريطانية الرحلة 777 فوق خليج بسكاي.

في مايو 1943 سافر هوارد إلى البرتغال للترويج للقضية البريطانية. أقام في مونتي إستوريل في فندق أتلانتيكو بين 1 و4 مايو، ثم مرة أخرى بين 8 و10 مايو ومرة أخرى بين 25 و31 مايو 1943. في اليوم التالي، 1 يونيو 1943، كان على متن الخطوط الجوية الملكية الهولندية KLM / BOAC الرحلة 777 "G-AGBB" وهي طائرة دوغلاس دي سي-3 متجهة من لشبونة إلى بريستول ، عندما أسقطتها طائرة مقاتلة بحرية من طراز Junkers Ju 88 C-6 تابعة لسلاح الجو الألماني فوق المحيط الأطلسي (قبالة سيديرا ، لا كورونيا ). كان من بين 17 قتيلاً من بينهم أربعة من طاقم طائرة KLM.

## قائمة أعماله

### مهنة الراديو
لم يكن هوارد ممثلًا بارعًا على المسرح والشاشة فحسب، بل ظهر أيضًا عدة مرات على الراديو. بدأ هوارد مسيرته المهنية على الراديو في أوائل الثلاثينيات من القرن العشرين عندما أجرى قراءات درامية لبرنامج ياردلي. لا يُعرف الكثير عن البرنامج لأن التسجيلات قد فقدت، ولكن يمكن العثور على إشارات إلى العرض في مجلات المعجبين في ذلك الوقت وتم إدراج العرض في دليل برامج الراديو في صحيفة نيويورك تايمز. كان هوارد أيضًا ضيفًا في عروض مثل عرض رودي فالي / ساعة خميرة فليشمان و مفتاح آر سي إيه السحري و مسرح سيلفر و مسرح لوكس راديو و موكب نجاحاتك و قاعة كرافت للموسيقى مع بينغ كروسبي.

## وصلات خارجية
- ليزلي هوارد على موقع IMDb (الإنجليزية)
- ليزلي هوارد على موقع الموسوعة البريطانية (الإنجليزية)
- ليزلي هوارد على موقع روتن توميتوز (الإنجليزية)
- ليزلي هوارد على موقع ألو سيني (الفرنسية)
- ليزلي هوارد على موقع تيرنر كلاسيك موفيز (الإنجليزية)
- ليزلي هوارد على موقع أول موفي (الإنجليزية)
- ليزلي هوارد على موقع قاعدة بيانات برودواي على الإنترنت (الإنجليزية)
- ليزلي هوارد على موقع قاعدة بيانات الأفلام السويدية (السويدية)
- ليزلي هوارد على موقع إن إن دي بي (الإنجليزية)
- ليزلي هوارد على موقع قاعدة بيانات الفيلم (الإنجليزية)